# 凡奇科沃
48°6′50″N 22°56′37″E / 48.11389°N 22.94361°E
凡奇科沃（烏克蘭語：Фанчиково），是烏克蘭西部的村莊，隸屬外喀爾巴阡州的貝雷霍韋區。該村始建於1300年，面積3.21平方公里，海拔高度124米，2001年人口2,059，人口密度每平方公里640人。